# Natalia Kasperskaïa
 (octobre 2022).
La mise en forme du texte ne suit pas les recommandations de Wikipédia : il faut le « wikifier ».
Les points d'amélioration suivants sont les cas les plus fréquents. Le détail des points à revoir est peut-être précisé sur la page de discussion.
- Les titres sont pré-formatés par le logiciel. Ils ne sont ni en capitales, ni en gras.
- Le texte ne doit pas être écrit en capitales (les noms de famille non plus), ni en gras, ni en italique, ni en « petit »…
- Le gras n'est utilisé que pour surligner le titre de l'article dans l'introduction, une seule fois.
- L'italique est rarement utilisé : mots en langue étrangère, titres d'œuvres, noms de bateaux, etc.
- Les citations ne sont pas en italique mais en corps de texte normal. Elles sont entourées par des guillemets français : « et ».
- Les listes à puces sont à éviter, des paragraphes rédigés étant largement préférés. Les tableaux sont à réserver à la présentation de données structurées (résultats, etc.).
- Les appels de note de bas de page (petits chiffres en exposant, introduits par l'outil «  Source ») sont à placer entre la fin de phrase et le point final[comme ça].
- Les liens internes (vers d'autres articles de Wikipédia) sont à choisir avec parcimonie. Créez des liens vers des articles approfondissant le sujet. Les termes génériques sans rapport avec le sujet sont à éviter, ainsi que les répétitions de liens vers un même terme.
- Les liens externes sont à placer uniquement dans une section « Liens externes », à la fin de l'article. Ces liens sont à choisir avec parcimonie suivant les règles définies. Si un lien sert de source à l'article, son insertion dans le texte est à faire par les notes de bas de page.
- La présentation des références doit suivre les conventions bibliographiques. Il est recommandé d'utiliser les modèles {{Ouvrage}}, {{Chapitre}}, {{Article}}, {{Lien web}} et/ou {{Bibliographie}}. Le mode d'édition visuel peut mettre en forme automatiquement les références.
- Insérer une infobox (cadre d'informations à droite) n'est pas obligatoire pour parachever la mise en page.

Pour une aide détaillée, merci de consulter Aide:Wikification.
Si vous pensez que ces points ont été résolus, vous pouvez retirer ce bandeau et améliorer la mise en forme d'un autre article.
 (octobre 2022).
Si vous disposez d'ouvrages ou d'articles de référence ou si vous connaissez des sites web de qualité traitant du thème abordé ici, merci de compléter l'article en donnant les références utiles à sa vérifiabilité et en les liant à la section « Notes et références ».
Natalia Ivanovna Kasperskaïa (en russe : Наталья Ивановна Касперская), née le 5 février 1966 à Moscou, est une entrepreneure russe. Elle est cofondatrice de l'entreprise de sécurité informatique Kaspersky en 1997. Elle dirige les entreprises Taiga Systems et Infowatch.

## Biographie

### Enfance et études
Natalia Kasperskaïa est née le 5 février 1966 dans une famille d'ingénieurs et d'employés de l'institut de recherche sur la défense soviétique. Elle a été élue membre du conseil des pionniers de son école, puis membre du quartier général des pionniers du district, et a également été membre et organisatrice du Komsomol (Membre de l'organisation soviétique des jeunesses communistes)
Parallèlement à ses études principales, Natalia a également joué au basket-ball à l'école des sports pour enfants et adolescents et avait sérieusement l'intention de devenir vétérinaire jusqu'à ce qu'elle abandonne son rêve en raison de difficultés à étudier la chimie. Pendant la huitième année de ses études, Natalia est passée d'une école secondaire ordinaire à une école de physique-mathématique dirigée par l'Institut d'aviation de Moscou.
Après avoir terminé cette école, Natalia a passé les examens d'entrée à l'Université d'État Lomonossov de Moscou mais n'a pas été inscrite, perdant un demi-point. Cependant, ses résultats étaient suffisamment bons pour être admise à l'Institut de construction de machines électroniques de Moscou (en) (MIEM), où elle a étudié les mathématiques appliquées, et le sujet de son diplôme était un modèle mathématique d'un système de refroidissement de réacteur nucléaire. 
Plus tard, elle a obtenu un baccalauréat de l'Open University au Royaume-Uni.

### Vie professionnelle
En septembre 1994, Natalia est devenue chef d'un département de distribution d’AntiViral Toolkit Pro (AVP), qui était en cours de développement par l'équipe d'Eugène Kaspersky depuis 1991. En deux ou trois ans, Natalia a construit avec succès des canaux de distribution et un réseau de support technique et est entré sur les marchés internationaux, avec des ventes en croissance rapide, passant de 100 à 200 dollars par mois en 1994, à plus de 130 000 dollars après un an, plus de 600 000 dollars en 1996 et plus d'un million de dollars en 1997. Les revenus ont été répartis entre l'équipe et la société mère jusqu'en 1997, date à laquelle les futurs fondateurs de « Kaspersky Lab » ont décidé de créer leur propre entreprise.
Natalia a lancé avec son mari l'entreprise Kaspersky Lab en juin 1997. Elle a été la clé de la nomination de la nouvelle société et a travaillé en tant que PDG pendant plus de 10 ans. Les parts de 'Kaspersky Lab' étaient initialement réparties entre Eugène Kaspersky (50 %), ses deux coéquipiers programmeurs Alexey De-Monderik et Vadim Bogdanov (20% chacun) et Natalia Kasperskaïa (10 %). En 1997, les ventes de Kaspersky Lab ont commencé à doubler chaque année, avec un chiffre d'affaires atteignant environ 7 millions de dollars en 2001 et dépassant 67 millions de dollars en 2006.
En août 2007, Natalia a été renversée et suspendue de ses principales fonctions de direction par Eugène Kaspersky en raison du divorce du couple et de divergences idéologiques entre les deux ex-époux. Finalement, Natalia a accepté de rester présidente du conseil d'administration nouvellement créé de « Kaspersky Lab », avant de finalement rompre tous les liens avec l'entreprise auparavant dirigée par la famille en 2011, avec Kaspersky Lab rachetant la participation de Natalia dans l'entreprise en 2007 et 2011 (environ 30 % des actions en 2007).
Sous la supervision de Natalia, Kaspersky Lab est devenu une société antivirus de premier plan avec un réseau de bureaux régionaux dans le monde entier. Au moment du changement de pouvoir en 2007, le chiffre d'affaires annuel avait atteint 126 millions de dollars, tandis que la société avait une capitalisation estimée à plus de 1,3 milliard de dollars et un revenu annuel de 700 millions de dollars en 2011, lorsque Natalia a vendu sa participation restante et est partie. Après le changement de direction, le taux de croissance de l'entreprise a chuté de manière visible, avec des revenus mondiaux en croissance de 40 % en 2009, 13,7 % en 2011, 3 % en 2012 et 6 % en 2013.
En août 2007, Natalia a été démise de ses fonctions et suspendue de ses principales fonctions de direction par Eugène Kaspersky en raison du divorce du couple. Au moment du changement d'énergie en 2007, le chiffre d'affaires annuel avait atteint 126 millions de dollars, tandis que la société avait une capitalisation estimée à plus de 1,3 milliard de dollars et des revenus annuels de 700 millions de dollars en 2011, lorsque Natalia a vendu votre participation restante et a quitté. À la suite du changement de direction, le rythme de croissance de la société a visiblement ralenti, avec une croissance globale du chiffre d'affaires de 40% en 2009, 13,7% en 2011, 3% en 2012 et 6% en 2013.
Le 20 janvier 2011, on apprend que le fonds de capital-investissement américain General Atlantic a acquis une participation importante dans Kaspersky Lab. C'est la première fois dans l'histoire d'un développeur d'antivirus qu'un investisseur institutionnel professionnel entre dans l'entreprise.
Le 15 octobre 2012, on a appris que Natalia Kasperskaïa, était propriétaire de la holding Info Watch, qui avait acquis une participation de 16,8 % dans la société allemande d'antivirus G Data Software AG.

## Vie privée
Au cours de ses études au MIEM, elle rencontre son premier mari Eugène Kaspersky, qu'elle épouse en 1986. Après avoir obtenu son diplôme de l'institut, Natalia a été affectée au Bureau central de la science et de la construction à Moscou, où elle a travaillé pendant six mois en tant que chercheuse scientifique avant de partir en congé de maternité. Natalia a commencé sa carrière dans l'informatique à l'âge de 28 ans, lorsqu'elle a pris un emploi, en janvier 1994, en tant que vendeuse pour une entreprise d'accessoires et de logiciels informatiques avec un salaire mensuel de 50 dollars. Le travail était basé dans un magasin nouvellement ouvert au Centre des technologies de l'information KAMI créé par un ancien professeur de l'ex-mari de Natalia, Eugène Kaspersky, d'une école supérieure du KGB à l'époque soviétique. 
Elle estime que toutes les données personnelles, telles que l'historique des recherches, la géolocalisation, les contacts, la correspondance, les documents photo et vidéo, devraient appartenir à l'État. 
En 2001, elle divorce de son mari.
En octobre 2006, elle et son ex-mari Eugène Kaspersky, un cryptologue et l'actuel PDG de Kaspersky Lab, possèdent ensemble environ 80 % de l'entreprise.